# Mao-Sprachen
Die Mao-Sprachen werden im Südwesten Äthiopiens gesprochen und bilden einen Zweig der nördlichen omotischen Sprachen. Nach Bender (2000) besitzt das Mao vier Einzelsprachen oder Dialektcluster:
- Hozo hooz wandi (3000)
- Sezo/Seze seezi waanɛ, seezi waaŋi (3000)
- Bambeshi/Bambassi mao kɔɔle, teilweise ausgewandert ins Diddessa-Tal und nach Metahara (östlich von Addis Abeba beim Fluss Awash) (5000)
- Ganza: im Sudan, fast oder ganz ausgestorben

Die Mao-Sprachen sind die bei weitem am schlechtesten dokumentierte Untergruppe des Omotischen. Bislang liegen nur fragmentarische grammatikalische Beschreibungen von Reidhead (1947) und Bender (2000) sowie einige Wortlisten vor.

## Phonologie
Die phonologischen Eigenschaften der Mao-Sprachen sind sehr ähnlich, was es Fleming 1988 ermöglicht hat, das Konsonantensystem des Proto-Mao zu rekonstruieren, das im Wesentlichen dem moderner Mao-Sprachen entspricht. Nach Fleming besaß das Proto-Mao drei Reihen von Plosiven (bilabial, alveolar, velar), die jeweils ein stimmloses, ein stimmhaftes und ein ejektives Phonem umfassten. Die einzige Affrikate war tsʾ, an Frikativen sind zumindest š und h rekonstruierbar. Auffällig ist das pränasalierte mb. Für einige Konsonanten sind Beschränkungen in der Position innerhalb einer Wurzel bekannt: ʔ und h sollen nur initial, n nur medial und r sowie l nur final vorgekommen sein.
Die Mao-Sprachen besitzen etwa 5–6 Vokale, für das Ganza werden auch nasale Vokale und ein distinktiver Akzent (pä'li „genau“ – 'päli „Mädchen“) angegeben; das Bambassi ist dagegen eine Tonsprache: káɸɛ́ „Vogel“, šáawà „Sand“.

## Morphologie und Syntax
Zu den Personalpronomina liegen verschiedene, teilweise widersprüchliche Sammlungen von Paradigmen vor. Nach ihnen unterscheiden die Personalpronomina die Numeri Singular und Plural, und im Ganza auch zwei Genera. Je nach syntaktischer Verwendung lassen sich mehrere Gruppen von Pronomina unterscheiden: „abhängige“ und „unabhängige“ Subjektspronomina, Possessivpronomina und einige durch Suffixe gebildete weitere Kasusformen. Substantive kennen die Numeri Singular und Plural, letzterer kann durch ein Suffix markiert werden. Auch für die Definitheit und diverse Kasus werden Endungen verwendet; die Genera Maskulinum und Femininum werden formal nicht unterschieden.
Soweit die spärlichen Informationen erkennen lassen, besitzen die Mao-Sprachen Konjugationssysteme, die einen für das Omotische untypischen Aufbau haben. Im Hozo, Sezo und Bambassi erfolgt die Personalkonjugation entweder durch abhängige oder durch unabhängige Pronomina, die vor dem Verbalstamm stehen und von diesem durch Adverbien getrennt werden können. Die Tempora werden durch diverse prä- und postverbale Klitika sowie ein in vielen Tempora auftretendes Morphem š(ɛ), dessen Grundbedeutung unklar ist:
- Hozo na-mu-maa-ye 1. Person Sg. + Präsens + „essen“ + Präsens „ich esse“

Wie in anderen omotischen Sprachen kann das Verb im Imperfekt redupliziert werden:
- Sezo dol-šɛ held ya-dol-iya 1. Person Pl. + Morphem š(ɛ) + „jetzt“ + „gehen“ + 1. Person Pl. + „gehen“ „Wir gehen jetzt.“

Im Ganza stehen normalerweise offensichtlich Tempusmarker und Personalaffix in dieser Reihenfolge vor dem Verbalstamm, die umgekehrte Stellung ist jedoch angeblich auch möglich. Einige nicht-temporale Kategorien wie Subjunktiv und Interrogativ werden nach der Analyse von Bender durch Suffixe, die hinter dem Verbalstamm stehen, ausgedrückt:
- wa-nä-ma-ʔogwä Tempusmarker + 2. Person Sg. + „essen“ + Interrogativ „hast du gegessen?“

Der Imperativ hat in allen vier Mao-Sprachen getrennte Formen für Singular und Plural, die durch Suffixe getrennt werden. Der Plural hat in drei Sprachen ein m-Element gemeinsam:
- Hozo ma-mo „esst!“
- Ganza ma-m „esst!“
- Sezo maa-ke-mo „esst!“

Im Hozo sind auch negierte Imperative mit einem Infix -kəz- belegt.
Derivation erfolgt mit diversen Suffixen, aber auch durch Komposition: Sezo ɔɔb-maʷ schreiben-Person „Schriftsteller“; Sezo: miinsʾɛ „schneiden“, miinsʾ-ɪšɛ „schneiden lassen“.
Als Kopula dienen einzelne Partikeln, besonders š. Die Negation wird nicht durch die Verbalkonjugation, sondern durch eine Partikel ausgedrückt.